# Pick Up the Pieces
För andra betydelser, se Pick Up the Pieces (olika betydelser).
Pick Up the Pieces är en låt skriven av den skotska musikgruppen Average White Band. Det är en singel från deras andra studioalbum AWB, som släpptes i augusti 1974.